# Pier (waterbouwkunde)
Een pier is een vaste dam of een houten palenconstructie (staketsel) die vanaf het strand een eind in zee loopt. Oorspronkelijk had een pier de functie van een havenhoofd - een linker- en rechterpier - om schepen veilig en rustig de haven in en uit te laten varen, zoals bij de haveningangen van Nieuwpoort, Oostende, Blankenberge en IJmuiden. Het uiteinde van een pier draagt dan een lichtopstand of soms een vuurtoren. De constructie op palen laat de waterbeweging onder de pier vrijwel ongemoeid zodat ze geen functie als golfbreker hebben. 
Later werd ook een pier aangelegd om toeristen een eind "over de zee" te kunnen laten wandelen. Op het uiteinde van de pier kwam dan soms nog een bouwwerk, bijvoorbeeld een café-restaurant of een observatie-ruimte. Vroeger was de naam "wandelhoofd" hiervoor gebruikelijk. 

## Galerij

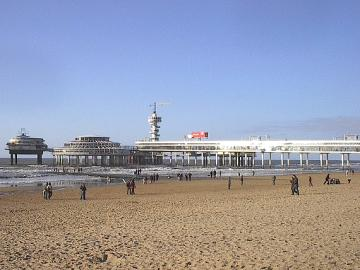
De pier van Scheveningen
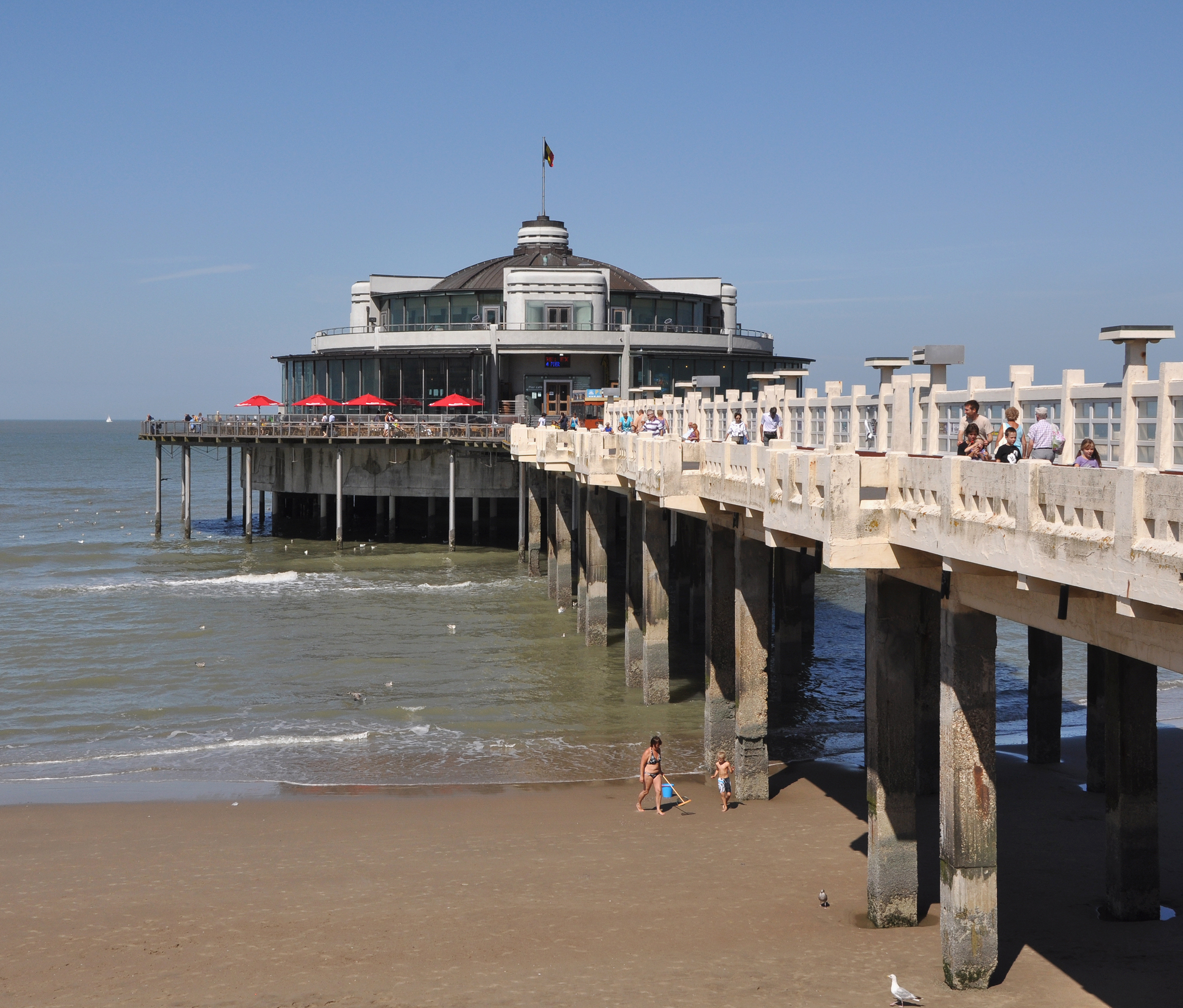
De pier van Blankenberge
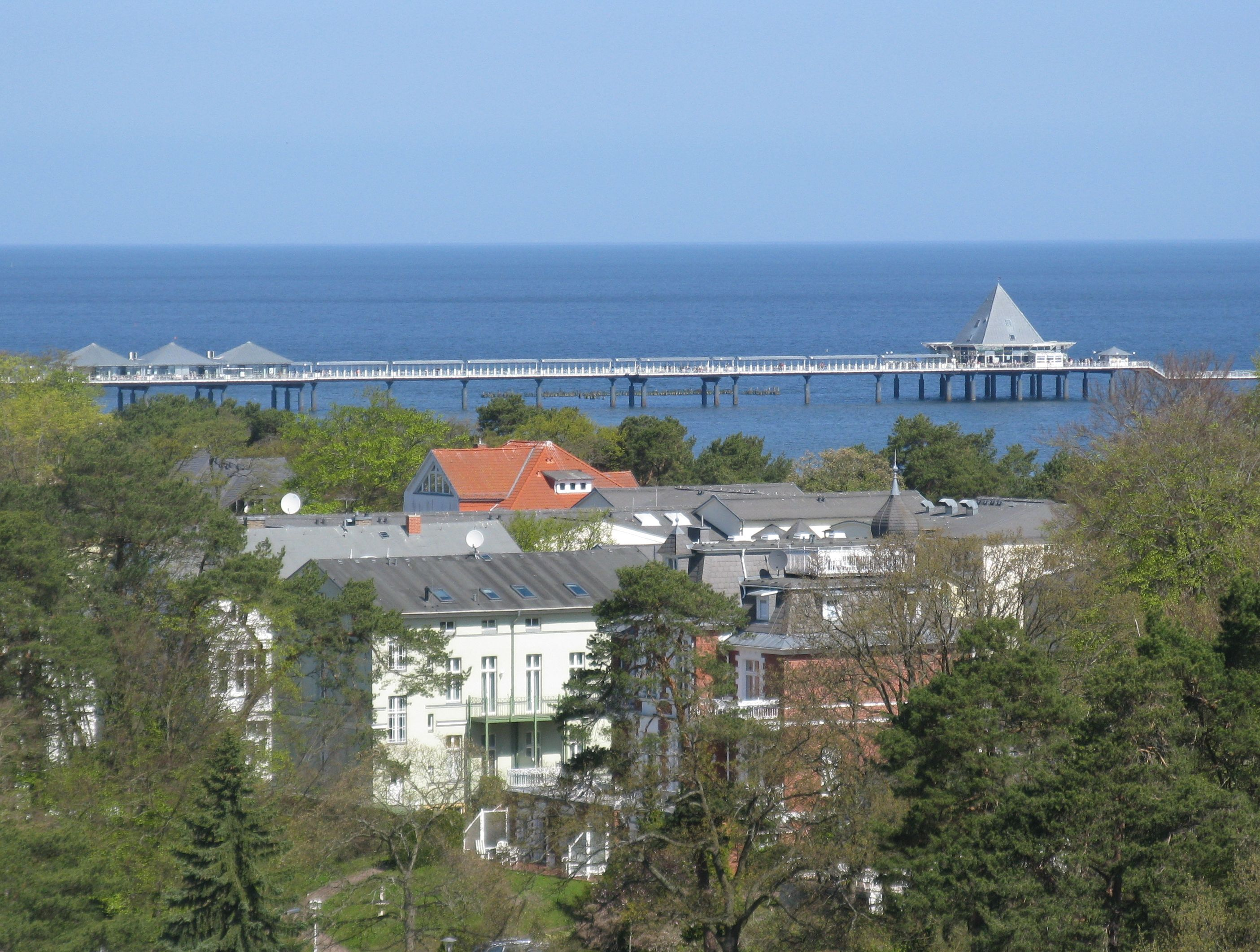
De 508 m lange pier (Seebrücke) op de Oostzee bij Heringsdorf

## Enkele bekende wandelpieren
- Pier van Blankenberge
- Brighton Pier
- Scheveningse pier
- Santa Monica Pier